# Monasterio de Montserrat
El monasterio de Santa María de Montserrat (en catalán: monestir de Santa Maria de Montserrat) es una abadía benedictina situada en la montaña de Montserrat, perteneciente a la comarca del Bages, provincia de Barcelona, España. A una altitud de 720 metros sobre el nivel del mar. Administrativamente pertenece al municipio de Monistrol de Montserrat, aunque algunos de sus terrenos colindantes entran en el término de Collbató. Es un símbolo para Cataluña y España. Se ha convertido en un punto de peregrinaje para creyentes y de visita obligada para los turistas.
Dentro de las diferentes acciones que se desarrollan en Montserrat destaca la escolanía, que es uno de los coros de niños cantores más antiguos de Europa.
El santuario de Montserrat, junto con los santuarios de Torreciudad (Huesca), El Pilar (Zaragoza), Meritxell (Andorra) y Lourdes (Francia) conforman la Ruta mariana, itinerario guiado por la espiritualidad y devoción mariana, poseedor de una gran riqueza patrimonial, gastronómica y natural.

## Accesos
El complejo monacal de Montserrat está ubicado en plena montaña. Para acceder a él hay diferentes medios de transporte. Por carretera se puede acceder por la BP-1121 desde la localidad de Monistrol de Montserrat donde se une a la C-55 o por la BP-1103 que atraviesa el parque natural de Montserrat y enlaza con la N-II y A-2 en la localidad de San Pablo de la Guardia (Barcelona) 
Hay una línea de tren de cremallera de la compañía Ferrocarriles de la Generalidad de Cataluña que parte de la población de Monistrol de Montserrat y un teleférico (Aeri de Montserrat) desde unos kilómetros antes.

## Historia

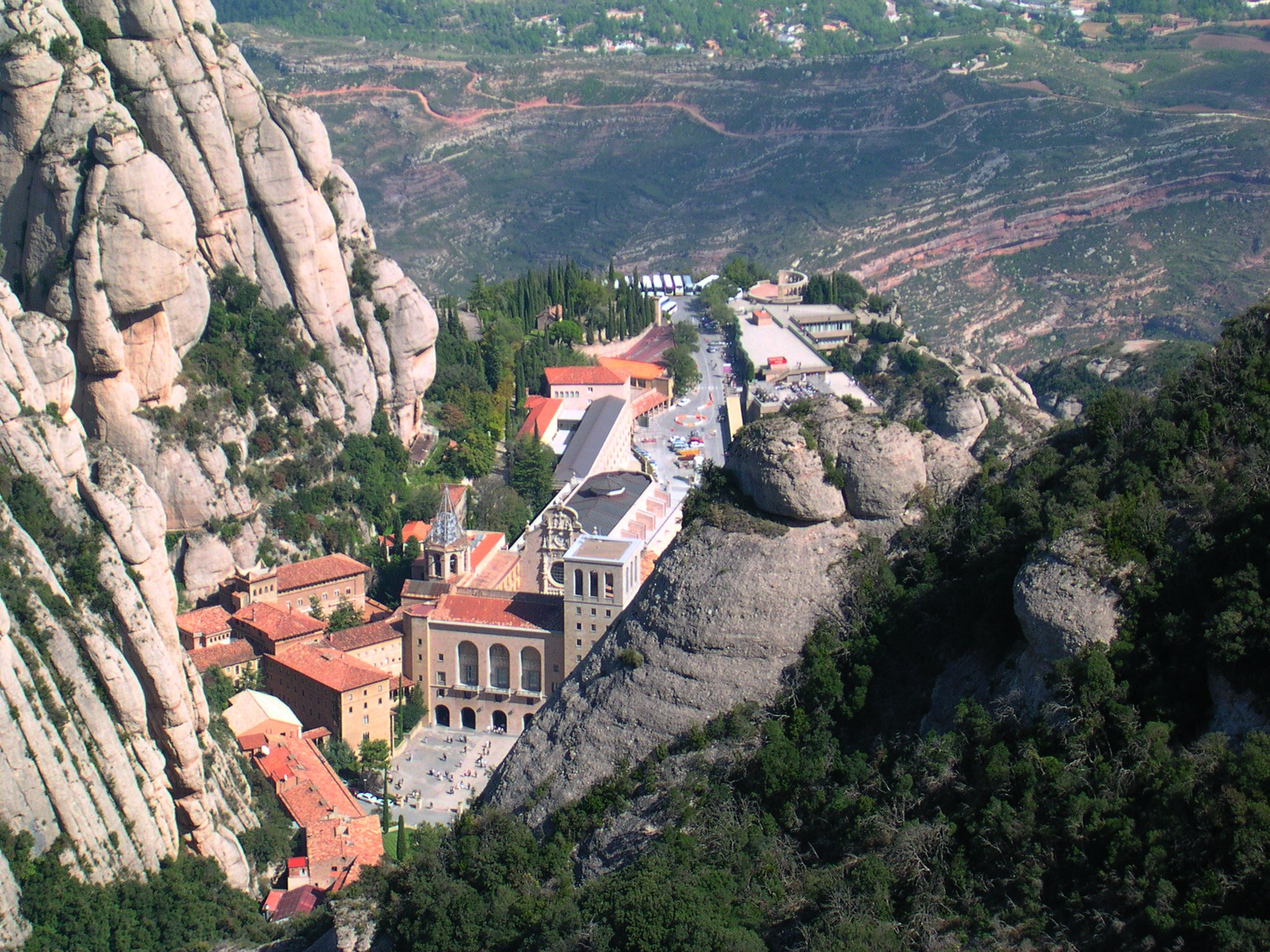
Vista desde la roca de San Jaime

La leyenda sitúa el hallazgo de la imagen de la Virgen de Montserrat hacia el año 880. Entonces comenzó el culto a la Moreneta, que se materializó en cuatro primeras ermitas en el siglo IX: Santa María, San Acisclo, San Pedro y San Martín. Sin embargo, el origen del monasterio es incierto: se sabe que, alrededor de 1011, un monje procedente del monasterio de Santa María de Ripoll llegó a la montaña para encargarse del monasterio de Santa Cecilia, quedando así el cenobio bajo las órdenes del abad Oliba de Ripoll. Santa Cecilia no aceptó esta nueva situación, por lo que Oliba decidió fundar el monasterio de Santa María en el lugar donde se encontraba una antigua ermita del mismo nombre (1025). A partir del 1082, Santa María pasó a tener abad propio y dejó de depender del abad de Ripoll. Esta ermita se había convertido en la más importante de todas las que existían en la montaña gracias a la imagen de la Virgen que en ella se veneraba desde el 880. Alrededor de estos hechos se concibió la leyenda del ermitaño Juan Garín, que inspiró el poema épico culto El Monserrate, de Cristóbal de Virués, y otras obras literarias y artísticas.
El monasterio pronto se convirtió en santuario; este hecho llevó consigo un aumento de los donativos y las limosnas recibidas, y permitió un crecimiento constante tanto del recinto religioso como de la influencia en el territorio. Entre los siglos XII y XIII se construyó la iglesia románica, y de esa época procede la talla de la Virgen que se venera actualmente. A finales del siglo XII, el abad regente solicitó que se permitiera ampliar la comunidad de monjes a 12, mínimo requerido para que se considerara abadía. El siguiente siglo fue el del inicio de la lucha de Montserrat para conseguir su independencia del monasterio de Ripoll. Esta independencia no llegó hasta el 10 de marzo de 1410 y fue concedida por el papa Benedicto XIII. En 1476 se construyó el claustro gótico.
En 1493 el rey Fernando el Católico envió al monasterio 14 monjes procedentes de Valladolid y Montserrat pasó a depender de la congregación de esta ciudad castellana. Según el humanista Jerónimo Münzer, que visitó Montserrat el año siguiente, el rey había echado a los monjes anteriores porque vivían de manera libertina sin respetar la regla de su orden. Durante los siglos siguientes se sucedieron los abades tanto de la Corona de Aragón como de otras zonas de España. Ese mismo año de 1493, el fraile mínimo Bernat Boïl, antes ermitaño de Montserrat, acompañó a Cristóbal Colón en uno de sus viajes a América, lo que propició la expansión del culto a la virgen de Montserrat en ese continente, hecho plasmado en el nombre dado a una de las islas Antillas: Montserrat. En 1592 fue consagrada la actual iglesia.
El siglo XIX fue especialmente trágico para Montserrat: a primeros de siglo fue incendiado dos veces por las tropas napoleónicas, en 1811 y en 1812. El monasterio fue saqueado e incendiado, y se perdieron muchos de sus tesoros. A mediados de siglo, en 1835, la abadía sufrió la exclaustración debido a la desamortización de Mendizábal. La exclaustración duró poco, y en 1844 se restableció la vida en el monasterio. La congregación de Valladolid había desaparecido, por lo que Montserrat se convirtió de nuevo en independiente. El monasterio entero tuvo que ser restaurado, puesto que incendios, saqueos y exclaustraciones dejaron en pie poco más que las paredes. En 1880 se celebró el milenario de Montserrat, y el 11 de septiembre de 1881, coincidiendo con la fiesta regional de Cataluña o Diada, el papa León XIII proclamó a la Virgen de Montserrat patrona de Cataluña, señalando el 27 de abril como fecha de conmemoración propia. Da fe de ello el bajorrelieve y la inscripción situados en la fachada principal de la iglesia.
Durante la guerra civil española el monasterio volvió a ser cerrado y pasó a depender de la Generalidad de Cataluña, presidida por Lluís Companys. Entre hermanos y sacerdotes, un total de 23 religiosos de la Abadía fueron martirizados en los tres años que duró la persecución religiosa. En 1940, tras el final de la contienda, recibió la visita de Heinrich Himmler, jerarca nazi y líder de las SS. En 1947 se celebró la ceremonia de entronización de la Virgen. En 1958 se consagró el altar mayor de la basílica, y en 1968 se finalizó la nueva fachada del monasterio.
En los últimos años de la dictadura franquista el monasterio se convirtió en un símbolo catalanista, y se produjeron numerosos actos en contra del régimen, destacando el encierro en 1970 de 300 intelectuales en reivindicación de los derechos humanos y en protesta por el proceso de Burgos. En la democracia, Montserrat ha seguido siendo el epicentro de la religiosidad catalana. En 1982 el papa Juan Pablo II visitó Montserrat.
A finales del siglo XX y principios del XXI el monasterio atravesó un periodo de crisis interna, con la destitución de dos de sus abades (Cassià Just y Sebastià Bardolet) en un intervalo de apenas once años. Se publicó la existencia de enfrentamientos internos entre los monjes, motivados sobre todo por comportamientos autoritarios y por conductas homosexuales en el monasterio —incluso la posible existencia de un lobby gay—. Por las mismas fechas trascendieron diversos casos de abuso sexual a menores cometidos por religiosos desde los años 60, de entre los que sobresalen los cometidos por el monje Andreu Soler (fallecido en 2008), calificado como «depredador sexual» y que habría actuado con impunidad dentro de la institución durante casi tres décadas, según una comisión independiente que investigó los hechos y que confirmó que doce menores fueron agredidos sexualmente por Soler.
Desde finales del siglo XIX el monasterio de Santa María de Montserrat experimentó un crecimiento ininterrumpido hasta los años 50 del siglo XX en que llegó a contar con 150 religiosos, aunque desde entonces se ha dado un continuado descenso de vocaciones; a su vez, contiene una de las mejores bibliotecas de España. La comunidad actual está formada por unos 42 monjes (a fecha de 2020). Además, en el monasterio residen los niños que componen la Escolanía de Montserrat, considerada la escuela de canto de más antigüedad de Occidente, ya que fue fundada en el siglo XIII.

## El monasterio
El conjunto del monasterio está formado por dos bloques de edificios con funciones distintas: por un lado la basílica con las dependencias monacales; y por otro los edificios destinados a atender a peregrinos y visitantes. Estos últimos incluyen diversos restaurantes, tiendas y una zona de alojamiento.

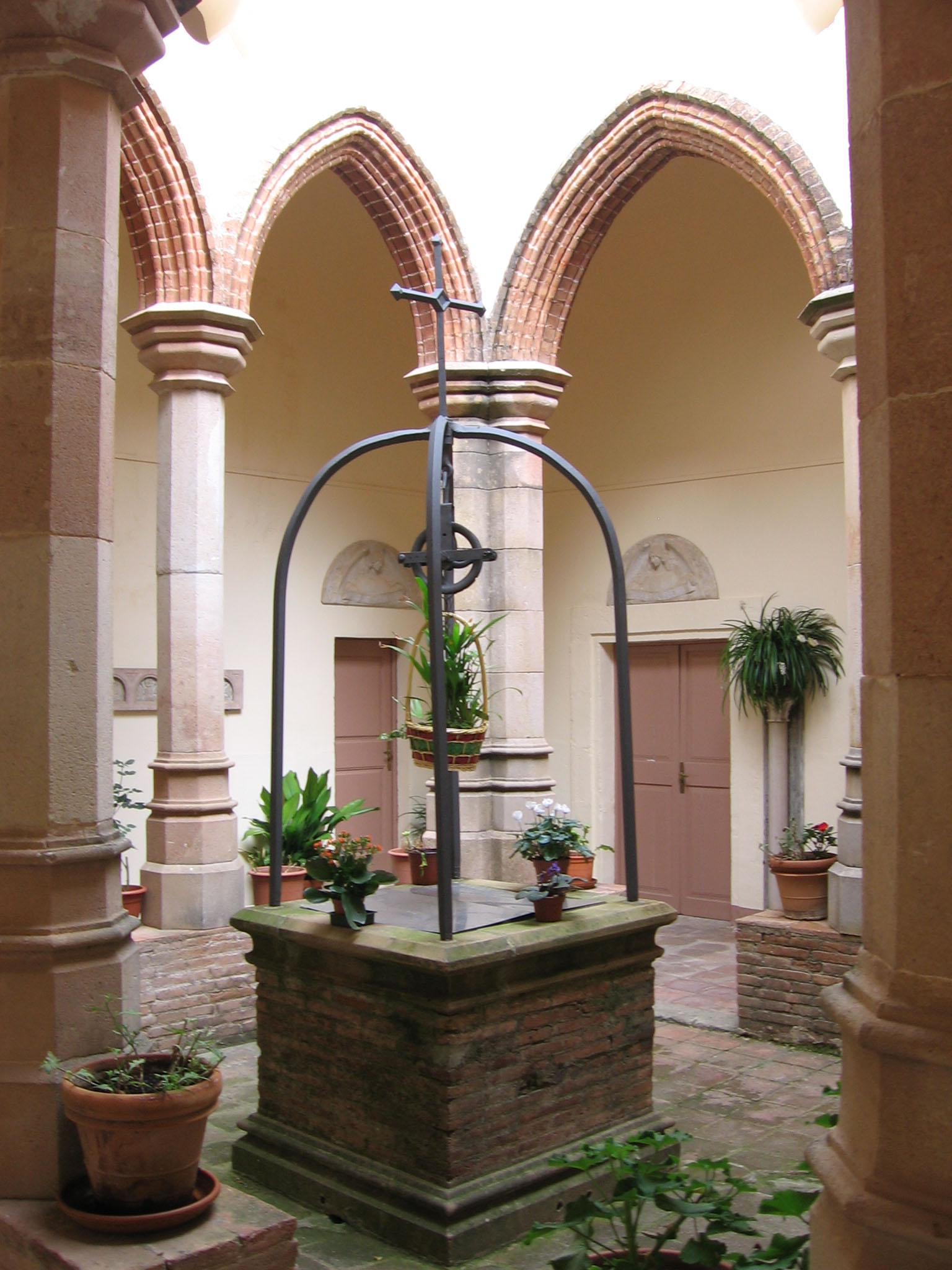
Claustro de la Santa Cueva

### Vida monástica
El monasterio de Santa María de Montserrat, como cualquier otro conjunto religioso, consta de dos partes diferenciadas que se complementan. La parte arquitectónica y artística y la parte espiritual y religiosa. En Montserrat esta última parte está definida por la orden de monjes que rige el monasterio, la Orden Benedictina, concretamente de su Congregación Subiacense; esta congregación está a su vez dividida en provincias. Montserrat pertenece a la Hispánica, provincia de la que es su principal cenobio. La comunidad de Montserrat es de unos 60 monjes, que se mantiene al frente del monasterio por más de 1100 años, que basa su práctica en la Regla de San Benito y en la oración litúrgica, y cuyo lema es «Ora et Labora». Para San Benito, como bien lo define en prólogo de su Regla, un monasterio es «una escuela al servicio del Señor». Esto hace que el monasterio sea la base fundamental de la existencia de la comunidad cuyos vínculos deben llegar a ser afectivos al grado de familiares. El monasterio debe hacer fácil, natural y flexible la relación con Dios.
Los benedictinos practican la vida contemplativa, que es la que da prioridad y preferencia al ejercicio de la oración y se establece como un ideal puro de vida cristiana. La relación del hombre con Cristo, la que busca el monje de Montserrat, viene señalada en tres ocasiones en la Regla de San Benito; 

Nada anteponer al amor de Cristo (Reg. cap. IV).
Los que nada estiman tanto como Cristo (cap. V).
Nada absolutamente prefiera a Cristo (cap. LXXII).

 La relación debe ser muy personal, muy directa llegando a la intimidad. Los monjes benedictinos han de ser hombres de fe, disfrutando del gozo de la misma y hombres de oración, que se opongan al activismo y a la agitación, haciendo de la oración el más alto valor religioso. Se cultiva la caridad entendida como el amor a Dios y la convivencia fraternal.
Los monasterios benedictinos solo mantienen lo principal:
- Estabilidad, contra el peregrinar de los monjes andariegos.
- Vida en común, contra el egoísmo del aislamiento.
- Un abad, como principio activo de autoridad.
- Un orden en la vida.

Junto a la caridad, la disciplina es una de las directrices importantes. La caridad, propiciada por la vida en común, es el amor al prójimo y lucha contra el egoísmo. La disciplina se eleva contra el protagonismo y la originalidad, concretándose en la obediencia y el cumplimiento de la Regla. De estas directrices nacen los tres votos que profesan los monjes benedictinos:
- Estabilidad: Permanencia y perseverancia en un monasterio.
- Conversión de costumbres: Que la entrega a Dios sea real y no una pura fantasía.
- Obediencia según la Regla: Sometiéndose a la autoridad de un jefe.

El voto de Obediencia según la Regla solo puede llevarse a cabo con la figura del abad. El abad debe ser «la representación de Cristo en el monasterio». Gobierna el mismo en sus tres vertientes, la espiritual, la docente y la de gestión.
Para que estos objetivos que se persiguen en la vida monástica puedan llevarse a cabo es imprescindible el silencio. El silencio es el que permite, en la oración, oír a Dios.
La oración culmina con el Oficio Divino y la Sagrada Liturgia, donde la Eucaristía es el centro. La oración es el centro de la vida benedictina.
La vida de un monje está basada en la caridad fraterna, sin caridad no se puede mantener la relación fraternal de la vida monástica ni la entrega a Dios. La Regla dice: 

Este es el celo que con ferventísimo amor ejercitarán los monjes, es decir: que se prevengan unos a otros con honores; súfranse pacientísimamente los defectos del alma y cuerpo; préstense a porfía obediencia mutua; ninguno busque su propia utilidad, sino más bien la del otro; tribútense una casta caridad fraterna.

 La búsqueda de Dios por medio de Cristo pasa por la Pasión, por la mortificación que el monje debe seguir. Mortificación espiritual que significa «la renuncia voluntaria a la propia voluntad».
El rechazo de la riqueza, de los bienes materiales que estorban el camino de hacia Dios da como resultado la pobreza. La consecuencia de esta pobreza es el trabajo necesario para el mantenimiento de la vida. El trabajo es el elemento más contribuyente al equilibrio de la vida benedictina.
La dirección espiritual y la instrucción litúrgica son las formas de apostolado que una comunidad benedictina ejerce. Esto se concreta en la apertura de la iglesia monástica a quien quiera integrase en la oración colectiva y el monasterio a quien busque un ambiente de paz y serenidad.

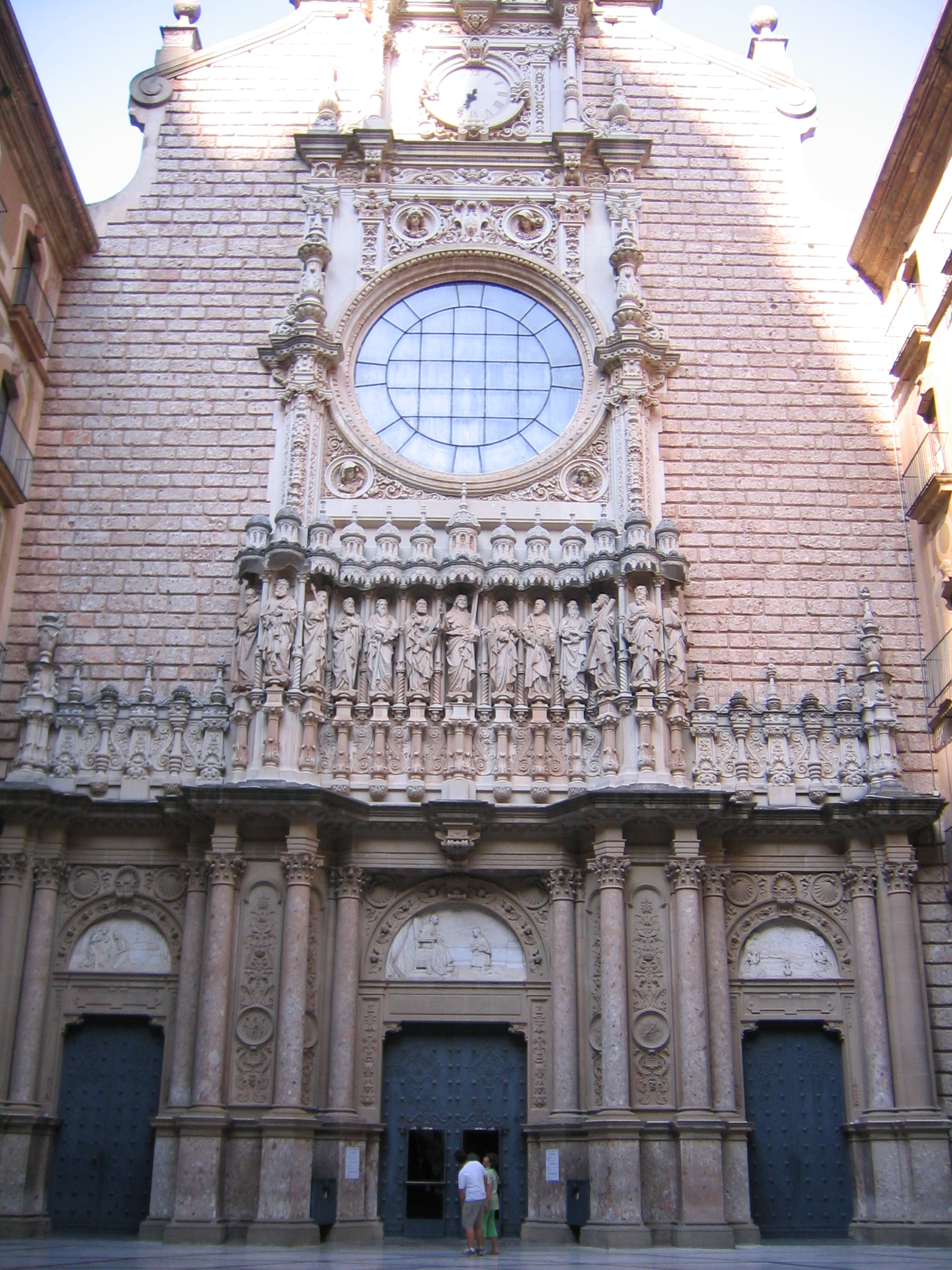
Fachada principal de la basílica

### La basílica de Montserrat
La basílica de Montserrat se comenzó a construir en el siglo XVI y fue reconstruida por completo en el siglo XIX (año 1811) después de la destrucción en la guerra de la Independencia. En 1881 el papa León XIII le otorgó la condición de basílica menor. La fachada se realizó en 1901, obra de Francisco de Paula del Villar y Carmona en estilo neoplateresco, con relieves escultóricos de Venancio y Agapito Vallmitjana. 
Después de la Guerra Civil se construyó una nueva fachada, obra de Francesc Folguera y decorada con relieves escultóricos de Joan Rebull (San Benito, Proclamación del dogma de la Asunción de María por Pío XII y San Jorge, con una representación de los monjes que murieron durante la Guerra Civil), así como la inscripción Urbs Jerusalem Beata Dicta Pacis Visio («Feliz ciudad de Jerusalén, denominada visión de paz»). Al pie del friso con el relieve de San Jorge está esculpida la frase Cataluña será cristiana o no será, atribuida al obispo Josep Torras i Bages, que ha sido asumida como lema del catalanismo político de raíz católica. 
Esta fachada antecede a la iglesia propiamente dicha, a la que se accede a través de un atrio; aquí se encuentran los sepulcros de Juan II de Ribagorza y de Bernat II de Vilamarí (siglo XVI), así como varias esculturas: San Juan Bautista y San José, de Josep Clarà, y San Benito, de Domènec Fita; y pinturas: Visita a Montserrat de los Reyes Católicos y Visita a Montserrat de don Juan de Austria, de Francesc Fornells-Pla. La plaza que antecede a la iglesia (llamada del Abad Argerich) está decorada con esgrafiados de Josep Obiols y del fraile Benet Martínez, que representan la historia de Montserrat y las principales basílicas del mundo, así como diversas esculturas: San Antonio María Claret, de Rafael Solanich; Juan I de Aragón y San Gregorio Magno, de Frederic Marès; y San Pío X, de F. Bassas. En un lateral se encuentra el baptisterio (1958), con un portal esculpido por Charles Collet, y en el interior unos mosaicos realizados por Santiago Padrós y un dibujo del Bautismo de Jesús de Josep Vila-Arrufat. Junto al baptisterio hay una escultura de San Ignacio de Loyola, obra de Rafael Solanic.
La iglesia es de una sola nave, de 68,32 metros de largo y 21,50 de ancho, con una altura de 33,33 metros. Está sostenida por unas columnas centrales, con tallas realizadas en madera por Josep Llimona, que representan los profetas Isaías, Jeremías, Ezequiel y Daniel. En la cabecera está situado el altar mayor, decorado con esmaltes de Montserrat Mainar, que representan diversas escenas bíblicas, como La última cena, Las Bodas de Caná y La multiplicación de los panes y los peces. La cruz sobre el altar es obra de Lorenzo Ghiberti, del siglo XVI. Sobre el altar se halla un cimborio de forma octogonal. En el presbiterio se encuentran diversas pinturas de Alexandre de Riquer, Joan Llimona, Joaquim Vancells, Dionisio Baixeras y Lluís Graner.

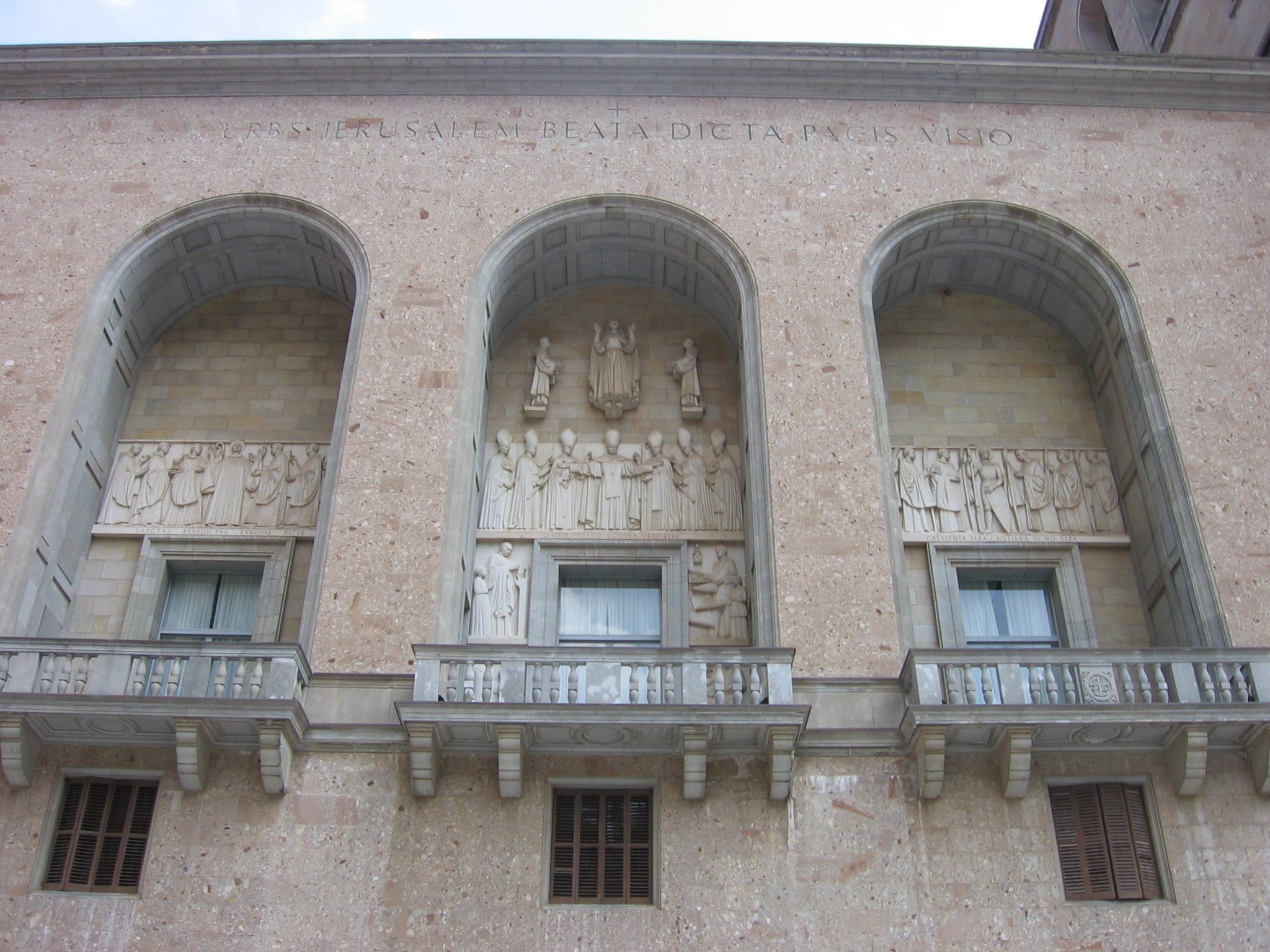
Fachada nueva, con relieves de Joan Rebull

Justo encima del altar mayor se sitúa el camarín de la Virgen al que se accede después de atravesar una portalada de alabastro (Puerta Angélica) en la que aparecen representadas diversas escenas bíblicas, obra de Enric Monjo. Los mosaicos sobre las paredes representan a las Santas Madres (izquierda) y las Santas Vírgenes (derecha), obra del fraile Benet Martínez. A continuación viene la Sala del Trono, obra de Francesc Folguera, decorada con pinturas de Josep Obiols (Judit que corta la cabeza a Holofernes, Boda de Ester con el rey persa Asuero) y Carlo Maratta (Nacimiento de Jesús); también se encuentra aquí la Fuente de la Virgen, con relieves de Charles Collet representando milagros de Jesús. El Trono de la Virgen es de plata repujada, obra del orfebre Ramon Sunyer, con dos relieves diseñados por Joaquim Ros i Bofarull que representan la Natividad y la Visitación, y una imagen de San Miguel de Josep Granyer; aquí se expone la talla de la Virgen, del siglo XII, sobre la que se sitúan unos ángeles que sostienen la corona, el cetro y el lirio de la Virgen, obra de Martí Llauradó, cubiertos por un baldaquino. La Sala del Camarín es una capilla circular con tres ábsides, construida entre 1876 y 1884 por Villar y Carmona —con la colaboración de su ayudante, un joven Antoni Gaudí—; la bóveda está decorada por Joan Llimona (La virgen acoge a los Romeros), y las figuras de ángeles y la escultura de San Jorge son de Agapito Vallmitjana, mientras que las cristaleras son de Antoni Rigalt i Blanch. La salida del camarín se realiza por el Camino del Ave María, donde es habitual realizar ofrendas en forma de velas y cirios; aquí destaca una estatua del Ángel de la Anunciación de Apel·les Fenosa, así como una mayólica cerámica representando a la Virgen, obra de Joan Guivernau.
Alrededor de la nave central se encuentran varias capillas: a la derecha, la de San Pedro, con la imagen del santo de Josep Viladomat (1945); la de San Ignacio de Loyola, de Venancio Vallmitjana, con una pintura del santo de Ramir Lorenzale (1893); la de San Martín, obra de Josep Llimona, con las imágenes del santo de Tours, San Plácido y San Mauro (1898); la de San José de Calasanz, con un retablo de Francesc Berenguer (1891); y la de San Benito, con una pintura del santo fundador de la Orden Benedictina de Montserrat Gudiol (1980). A la izquierda se hallan: la capilla de Santa Escolástica, con esculturas de Enric Clarasó y Agapito Vallmitjana (1886); la del Santísimo, obra de Josep Maria Subirachs (1977), con una singular imagen de Cristo realizada en negativo, donde solo se ven la cara, las manos y los pies, con una luz que le ilumina el rostro; la de la Sagrada Familia, donde destaca el cuadro La huida a Egipto, de Josep Cusachs (1904); la del Santo Cristo, con una imagen de Josep Llimona (1896) y enfrente la pintura de "La Piedad de Montserrat" del médico y pintor Josep Lluís Arimany (1995); y la de la Inmaculada Concepción, obra modernista de Josep Maria Pericas (1910), con una vidriera de Darius Vilàs.
La basílica fue restaurada entre 1991 y 1995 por Arcadi Pla i Masmiquel.

#### El órgano

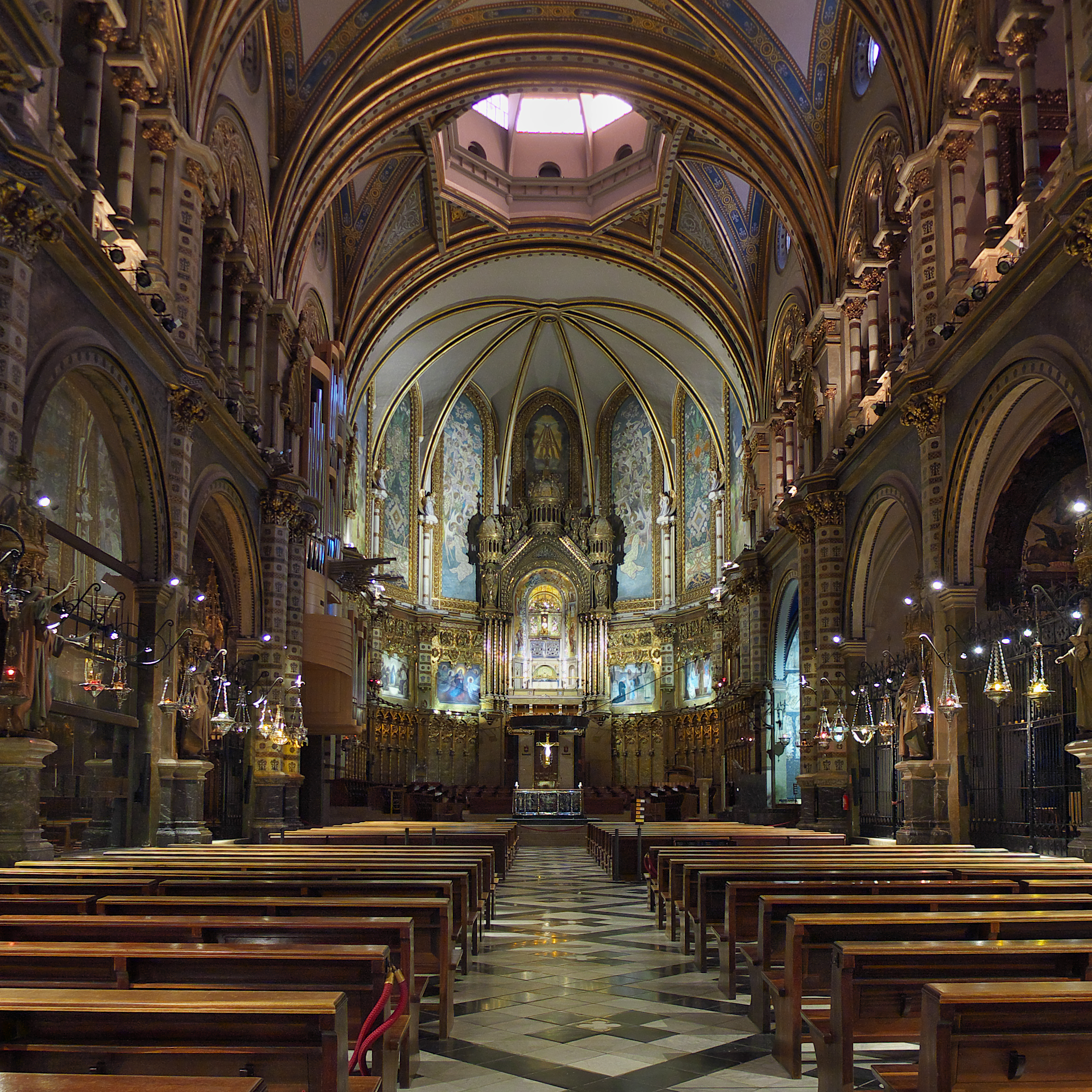
Interior de la basílica

El órgano de la iglesia de Montserrat data de 1896 y en 1957 se trasladó al presbiterio. Este órgano está muy deteriorado. El órgano nuevo fue inaugurado en 2010 y sigue el diseño propio de los órganos catalanes que se ubican a un costado de la Iglesia. Es una obra importante de artesanía musical catalana que sitúa a Montserrat a un nivel musical internacional.
Este órgano fue proyectado por Albert Blancafort, construido por Blancafort, orgueners de Montserrat y financiado por suscripción popular y la obra social de la Caixa de Penedes.
El órgano va ubicado en el lateral de la nave, como es tradicional en Cataluña, ofreciendo una muy buena sonoridad en todo el templo.
Las características del instrumento son:
- 63 registros.
- 4.230 tubos.
- 4 teclados manuales de 58 notas.
- 1 teclado de pedal de 32 notas.
- Transmisión mecánica.
- 12,5 m de altura, 5,5 de anchura y 4 de fondo.
- 12.000 kg de peso.

| Pedal C–g1 |               |      |
| 1.         | Grave         | 32’  |
| 2.         | Contrabajo    | 16’  |
| 3.         | Principal     | 16’  |
| 4.         | Subbajo       | 16’  |
| 5.         | Contras       | 8’   |
| 6.         | Bajo          | 8’   |
| 7.         | Coral Bajo    | 4’   |
| 8.         | Compuesta III | 2/3’ |
| 9.         | Bombarda      | 16’  |
| 10.        | Trompeta      | 8’   |
| 11.        | Clarín        | 4’   |

| I Cadireta C–a3 |                  |       |
| 12.             | Quintatón        | 16’   |
| 13.             | Cara             | 8’    |
| 14.             | Violón de madera | 8’    |
| 15.             | Salicional       | 8’    |
| 16.             | Octava           | 4'    |
| 17.             | Tapadillo        | 8’    |
| 18.             | Nasardo 12a      | 2/3’  |
| 19.             | Quincena         | 2’    |
| 20.             | Nasardo 17a      | 13/5’ |
| 21.             | Larigot          | 1/3’  |
| 22.             | Septinona II     | 1/7’  |
| 23.             | Flautín          | 1’    |
| 24.             | Címbala IV       | 1’    |
| 25.             | Regal            | 16’   |
| 26.             | Clarinete        | 8’    |
| 27.             | Cromorno         | 8’    |
|                 | Trémolo          |       |

| II Órgano Mayor C–a3 |                 |       |
| 28.                  | Flautado mayor  | 16’   |
| 29.                  | Violón mayor    | 16’   |
| 30.                  | Flautado        | 8’    |
| 31.                  | Flauta armónica | 8’    |
| 32.                  | Fl. Chimenea    | 8’    |
| 33.                  | Quinta          | 51/3’ |
| 34.                  | Octava          | 4’    |
| 35.                  | Décima          | 31/5’ |
| 36.                  | Docena          | 2/3’  |
| 37.                  | Quincena        | 2’    |
| 38.                  | Lleno V         | 2’    |
| 39.                  | Cimbala III     | 2/3’  |
| 40.                  | Corneta V       | 8’    |
| 41.                  | Bombarda        | 16’   |
| 42.                  | Trompeta real   | 8’    |

| III Expresivo C–a3 |                   |      |
| 43.                | Viola             | 16’  |
| 44.                | Principal         | 8’   |
| 45.                | Gamba             | 8’   |
| 46.                | Corno de Noche    | 8’   |
| 47.                | Voz celeste       | 8’   |
| 48.                | Flauta cónica     | 4’   |
| 49.                | Octaviante        | 4’   |
| 50.                | Quinta            | 2/3’ |
| 51.                | Octavín           | 2’   |
| 52.                | Corona IV         | 1/3’ |
| 53.                | Fagot             | 16’  |
| 54.                | Oboe              | 8’   |
| 55.                | Trompeta armónica | 8’   |
| 56.                | Clarín armónico   | 4’   |
| 57.                | Voz humana        | 8’   |
|                    | Trémolo           |      |

| IV Batalla C–a3 |                     |     |
| 58.             | Trompeta de batalla | 8’  |
| 59.             | Violetas            | 2’  |
| 59b             | Trompeta magna      | 16’ |
| 60.             | Bajoncillo          | 4’  |
| 60b             | Clarín claro        | 8’  |
| 61.             | Orlos               | 8’  |
| 62.             | Flauta travesera    | 8’  |
| 63.             | Carillón            |     |

### El claustro
El claustro del monasterio es obra del arquitecto Josep Puig i Cadafalch. Es de dos pisos sostenidos por columnas de piedra. El piso inferior se comunica con el jardín y dispone de una fuente en su zona central. En las paredes del claustro se pueden ver piezas antiguas, algunas del siglo X. El jardín, muy extenso, incluye la Capilla de Sant Iscle y Santa Victoria, románica, accesos a los edificios del noviciado y la escolanía y varias esculturas, como la de mármol del Buen Pastor de Manolo Hugué o algunas de las esculturas que Josep de San Benet hizo en el siglo XVIII para el campanario del monasterio y que nunca se instalaron.
Algunas columnas del claustro, están adornadas con motivos vegetales y animales, llaman la atención figuras fantásticas antropomórficas, con cabeza humana y cuerpo de dragón alado, animales fantásticos o el escudo de Montserrat sostenido por ángeles. En una de las columnas, aparecen representadas varias personas desnudas cogidas de la mano en una representación simbólica de como será la vida en el paraíso. Muchas personas ven en este adorno la representación de una extraña danza ritual.

### El refectorio
El refectorio es del siglo XVII y fue reformado en 1925 por Puig i Cadafalch. La parte central cuenta con un mosaico que representa a Cristo mientras que en la zona opuesta se puede ver un tríptico con escenas de la vida de San Benedicto.

### El museo

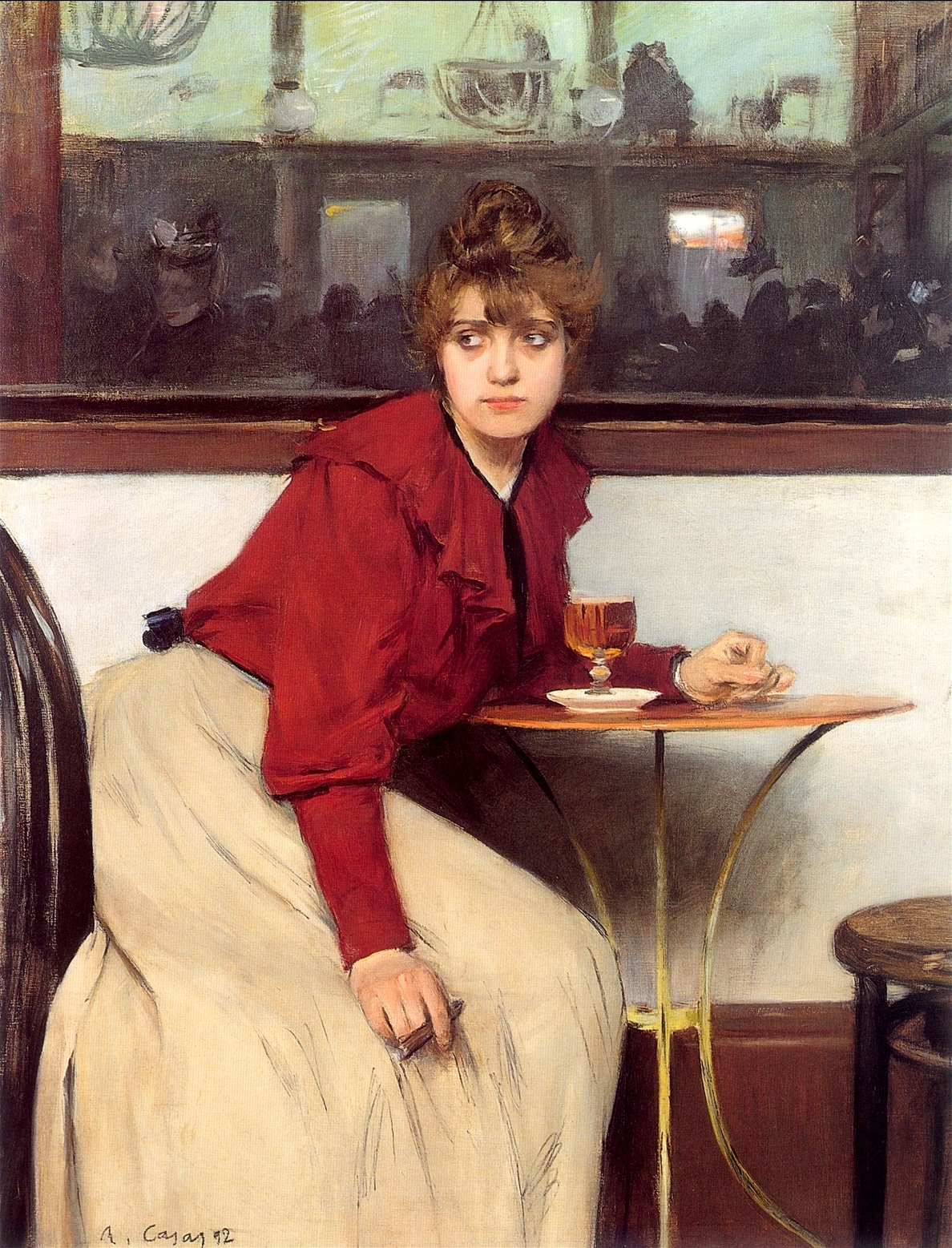
Madeleine. L'absenta, de Ramon Casas

El monasterio dispone de un importante museo dividido en tres secciones distintas:
- Pintura moderna, con obras de artistas de Cataluña como Santiago Rusiñol, Ramon Casas, Isidre Nonell, Joaquim Mir, Salvador Dalí, Joan Miró y Antoni Tàpies, y no catalanes como Pablo Picasso o el pintor Darío de Regoyos, asturiano, que fue el único pintor vinculado a los movimientos impresionistas y neoimpresionistas europeos; así como una representación del impresionismo francés, con autores como Pierre-Auguste Renoir, Claude Monet, Alfred Sisley y Edgar Degas.
- Arqueología del Oriente bíblico, donde se muestran objetos de Egipto, Chipre, Mesopotamia y Tierra Santa.
- Pintura antigua, donde se muestran obras de autores como el Greco, Caravaggio (de este autor se exhibe un importante San Jerónimo), Luca Giordano, Giambattista Tiepolo y Pedro Berruguete.

Además se pueden ver otras colecciones como iconografía de Montserrat, orfebrería religiosa, etc.

### Espacio audiovisual
Un espacio audiovisual con el título de Montserrat portes endins («Montserrat puertas adentro») expone, mediante una serie de audiovisuales, las principales actividades diarias de los monjes así como un paseo virtual por los espacios más representativos del complejo monacal.

### El exterior

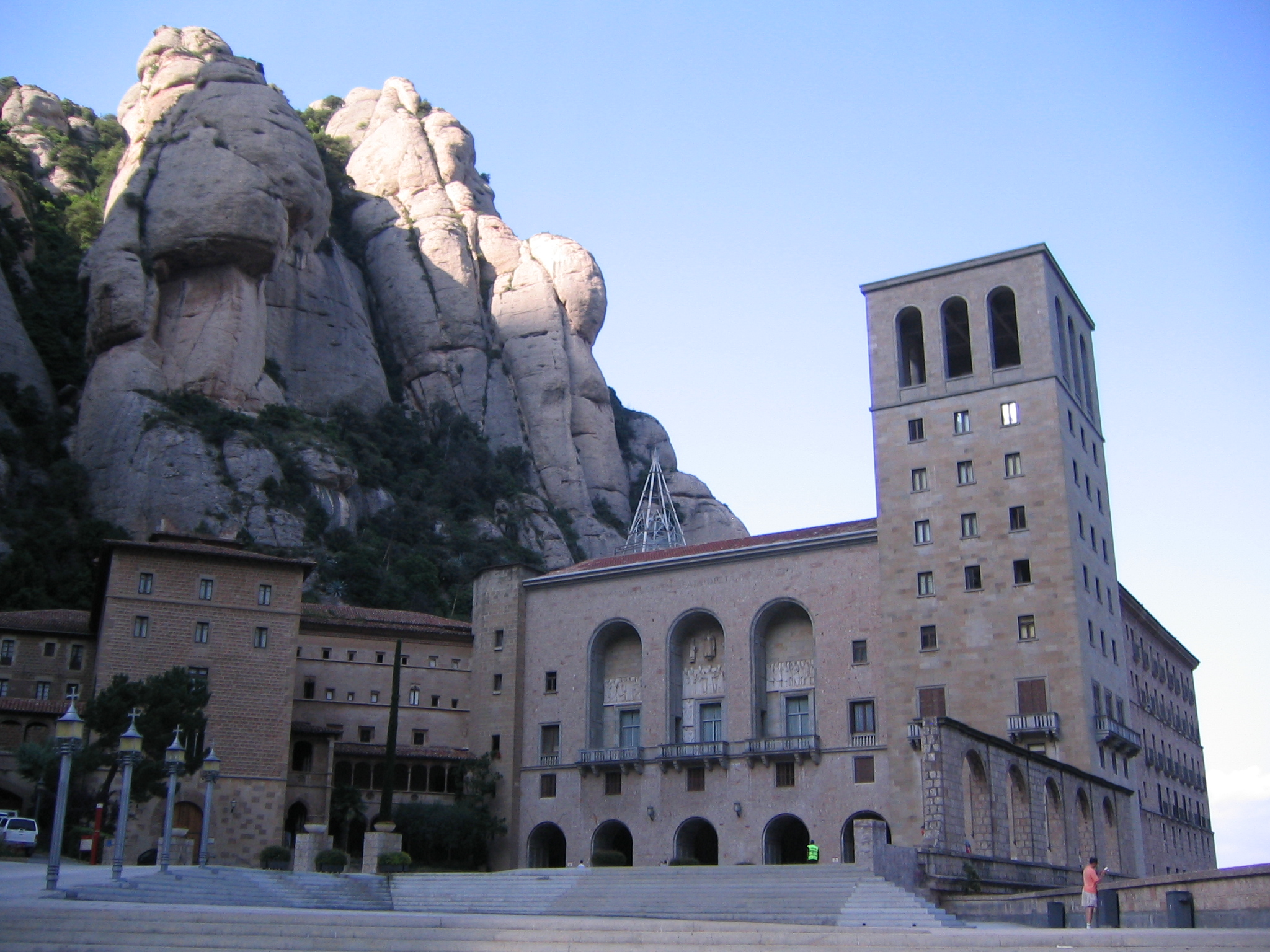
Plaza de Santa María

En la parte exterior se distribuyen diversas plazas que sirven para ordenar el conjunto de edificios en la orografía escarpada de la montaña. Este espacio exterior, al que se han añadido diversas obras escultóricas, conforma un «museo al aire libre». 
La plaza de Santa María es la plaza principal y la que da acceso al monasterio y es obra también de Puig i Cadafalch. Desde la plaza se puede observar la nueva fachada del monasterio, construida por Francesc Folguera con piedra de la propia montaña. A la izquierda se pueden ver los restos del antiguo claustro gótico. En esta plaza se encuentra la escultura de San Jorge, de Josep Maria Subirachs (1986), y en una arcada adyacente a la nueva fachada se hallan varias estatuas de santos fundadores (San Juan Bautista de la Salle, Santa Teresa de Jesús, San José de Calasanz, San Enrique de Ossó, San Vicente de Paúl y San Juan Bosco), obra de diversos escultores: Claudi Rius, Francesc Juventeny, Enric Monjo y Joaquim Ros i Bofarull.
En la plaza del Abad Oliva se encuentran los edificios que dan albergue a los peregrinos. La plaza está presidida por una estatua dedicada al fundador del monasterio, realizada en 1933 en bronce por el escultor Manuel Cusachs. En la zona montañosa tras esta plaza se halla el Via Crucis de Montserrat, así como la Capilla de San Miguel, en cuyo camino de acceso destacan dos esculturas: Pau Casals, de Joan Rebull (1976); y San Francisco de Asís, de Josep Viladomat (1927).
La plaza de la Santa Cruz está dedicada a San Miguel, y recibe su nombre de la cruz que la preside, obra del escultor Subirachs. Aquí se encuentra la estación del tren cremallera, así como la Oficina de Información del monasterio. Siguiendo el Paseo de la Escolanía, donde se encuentran los servicios de restauración, se halla la plaza de los Apóstoles, en la parte posterior del monasterio, donde se sitúan los ábsides de la iglesia; aquí se encuentra un triforio correspondiente al tercer piso del ábside central de la antigua iglesia, que fue trasladado a esta plaza durante la restauración de 1992. De la plaza nace el Camino dels Degotalls o del Magníficat, decorado igualmente con diversas esculturas: San Benito y Santa Escolástica de Jaume Clavell (1960); Jacint Verdaguer, de Carles Flotats (1931); Monumento a Joan Maragall, de Frederic Marès (1958); Monumento a Pep Ventura, de Rafael Solanich y Charles Collet; Monumento a Anselm Clavé, de Ferran Serra i Sala (1955); Monumento a Lluís Millet, de Joan Rebull; el camino acaba con unas sesenta mayólicas de advocaciones marianas, obra de Joan Guivernau.
Bajo la plaza de los Apóstoles se halla la capilla funeraria dedicada al Tercio de Requetés de Nuestra Señora de Montserrat, al lado de la cual se erigió en 1976 el Monumento a Ramon Llull, de Josep Maria Subirachs. De aquí parte el camino a la Santa Cueva de Montserrat, el lugar en el que apareció la Virgen. Al inicio del camino se encuentra la imagen de Santo Domingo de Subirachs (1970), y posteriormente la ruta nos conduce por el Rosario Monumental de Montserrat, un itinerario a lo largo del cual se encuentran quince conjuntos escultóricos que reproducen los misterios de goce, dolor y gloria de la vida de Jesús. Para acceder a este camino también se puede usar un funicular. También hay servicio de funicular para subir hasta Sant Joan desde donde se puede ver una de las mejores vistas de lugar.
Por último, cabe remarcar que en el entorno de la montaña de Montserrat se sitúan diversas ermitas, unas quince habitadas hasta la invasión francesa en 1811, fecha en que fueron temporalmente abandonadas; pasado el dominio francés, algunas fueron ocupadas nuevamente, aunque con el tiempo se fueron abandonando y hoy día de algunas solo quedan unos cuantos muros. Las ermitas tenían las siguientes advocaciones: Santa Cecilia, Santa Cruz, San Juan, Santísima Trinidad, San Benito, San Onofre, San Jaime, San Miguel, Santa Magdalena, San Jerónimo, Santa Catalina, San Dimas, San Antonio, Santa Ana y San Salvador.

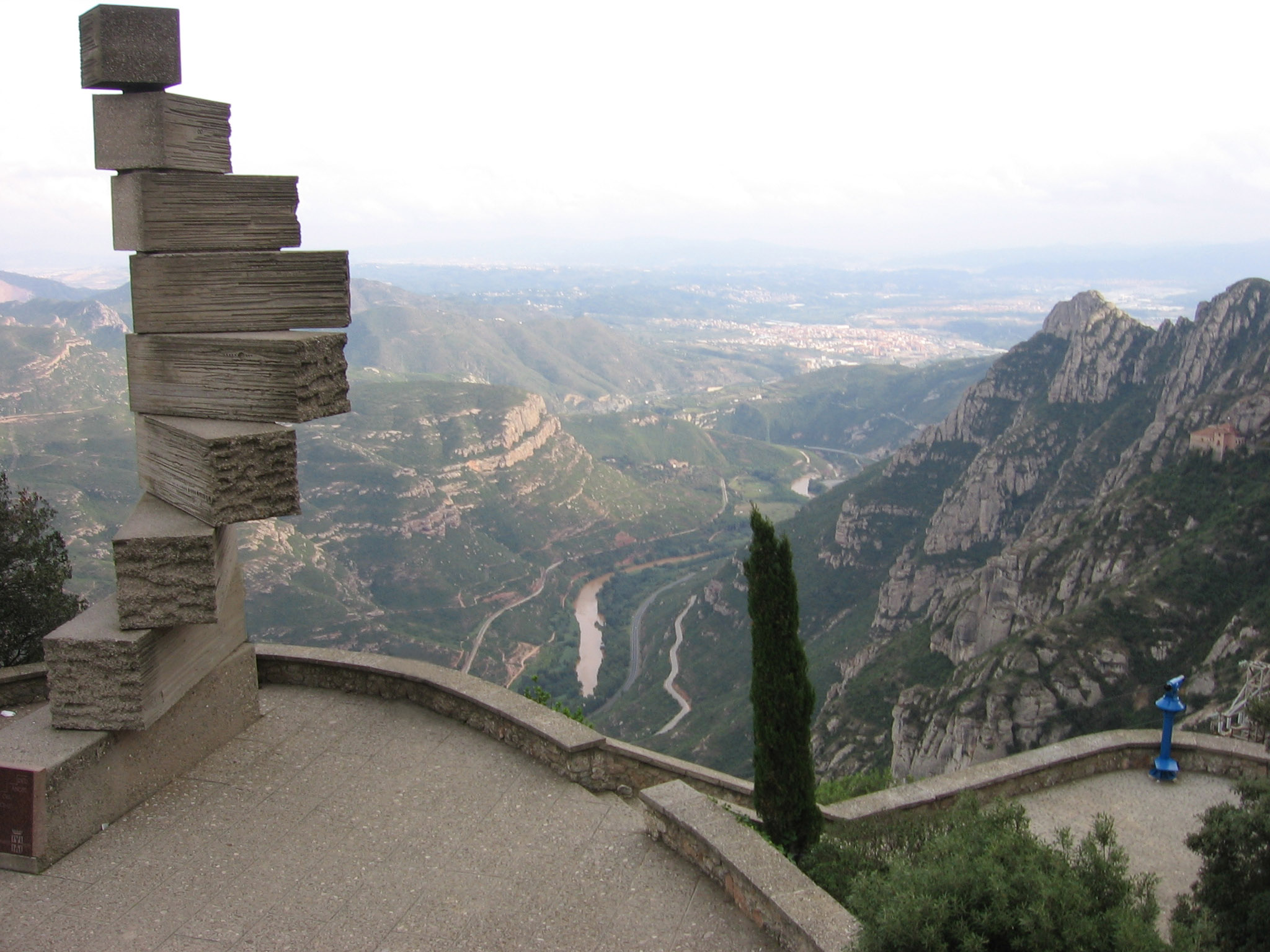
Monumento a Ramon Llull, de Josep Maria Subirachs
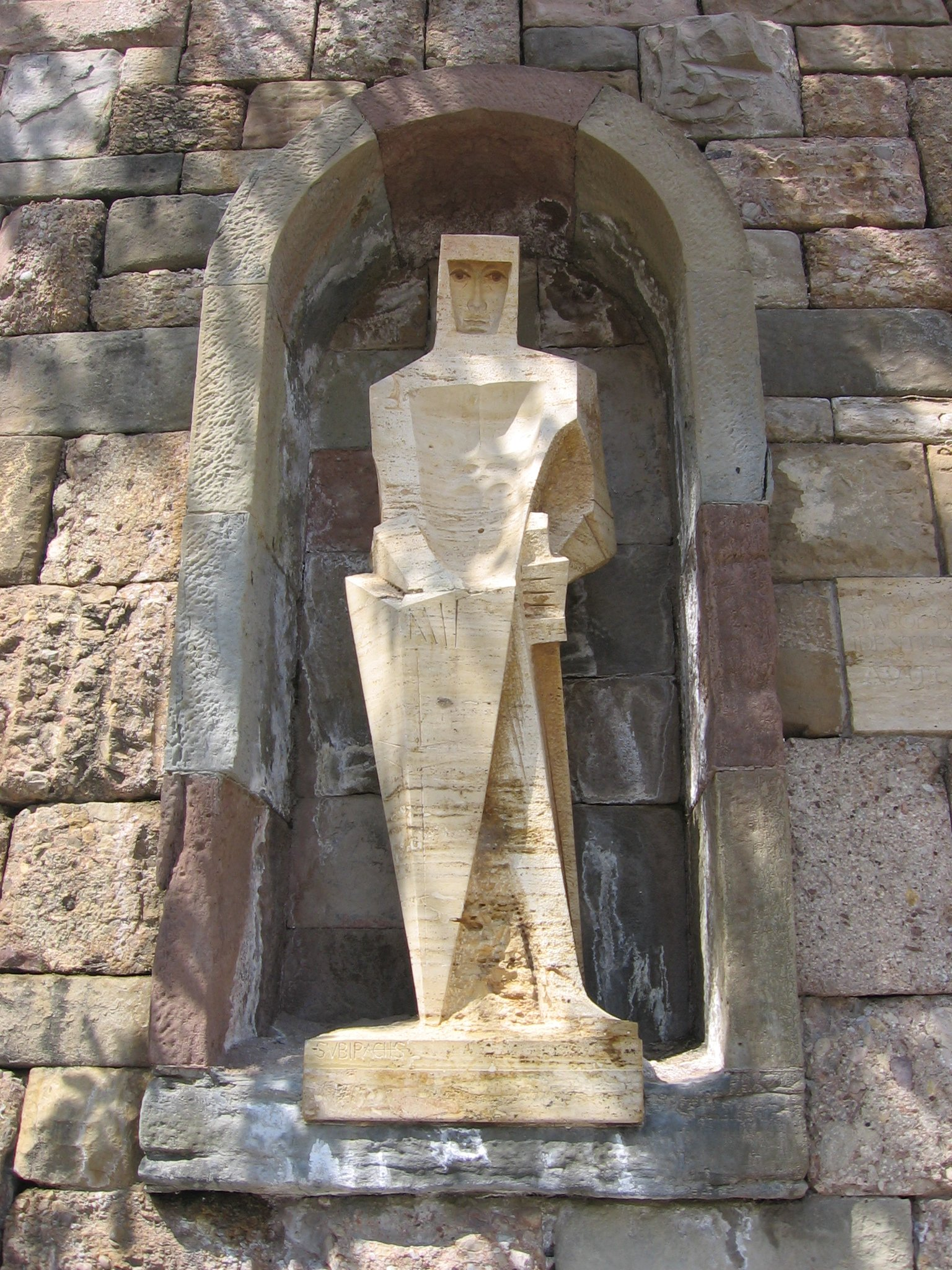
San Jorge, de Subirachs
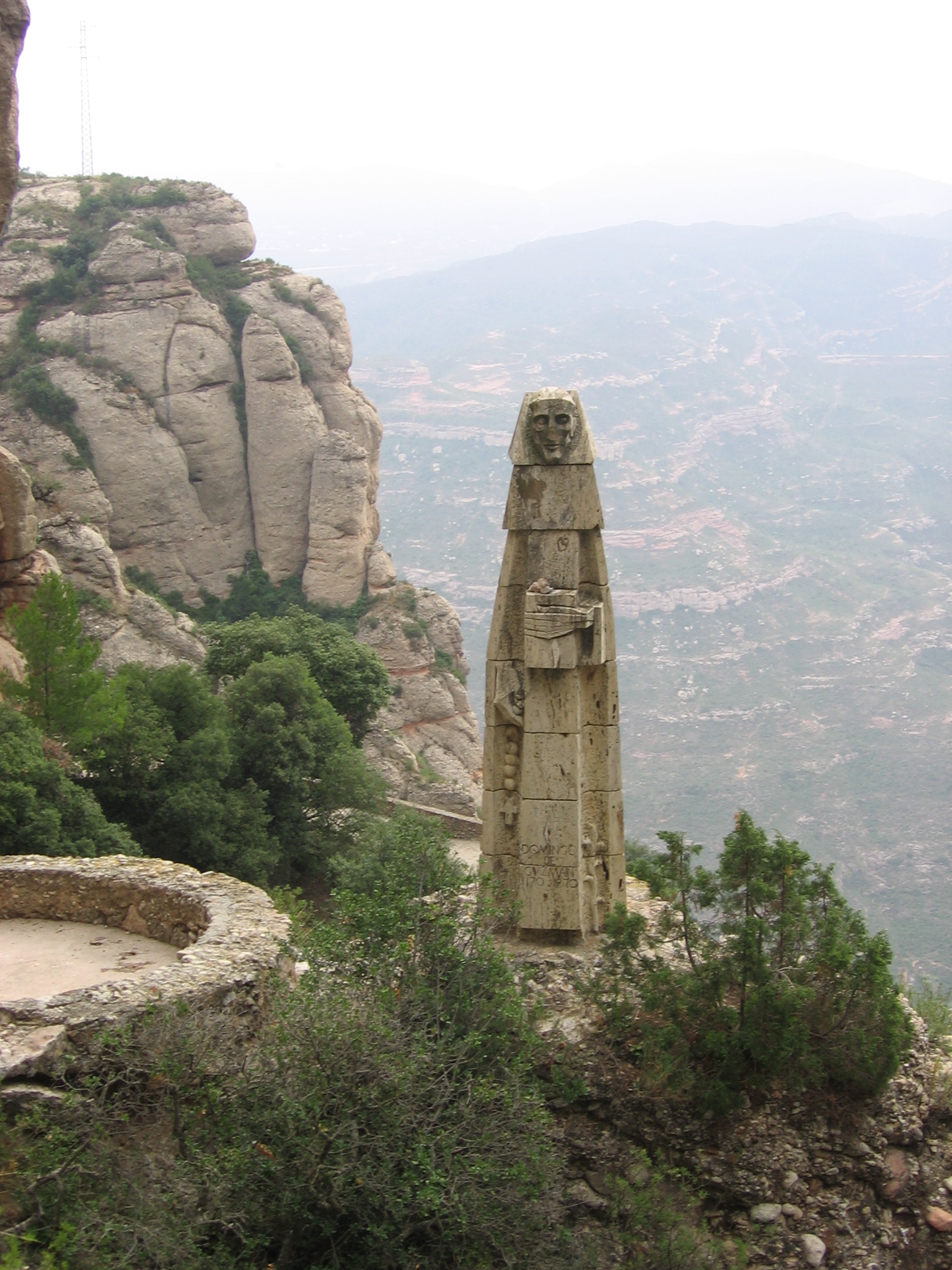
Santo Domingo, de Subirachs
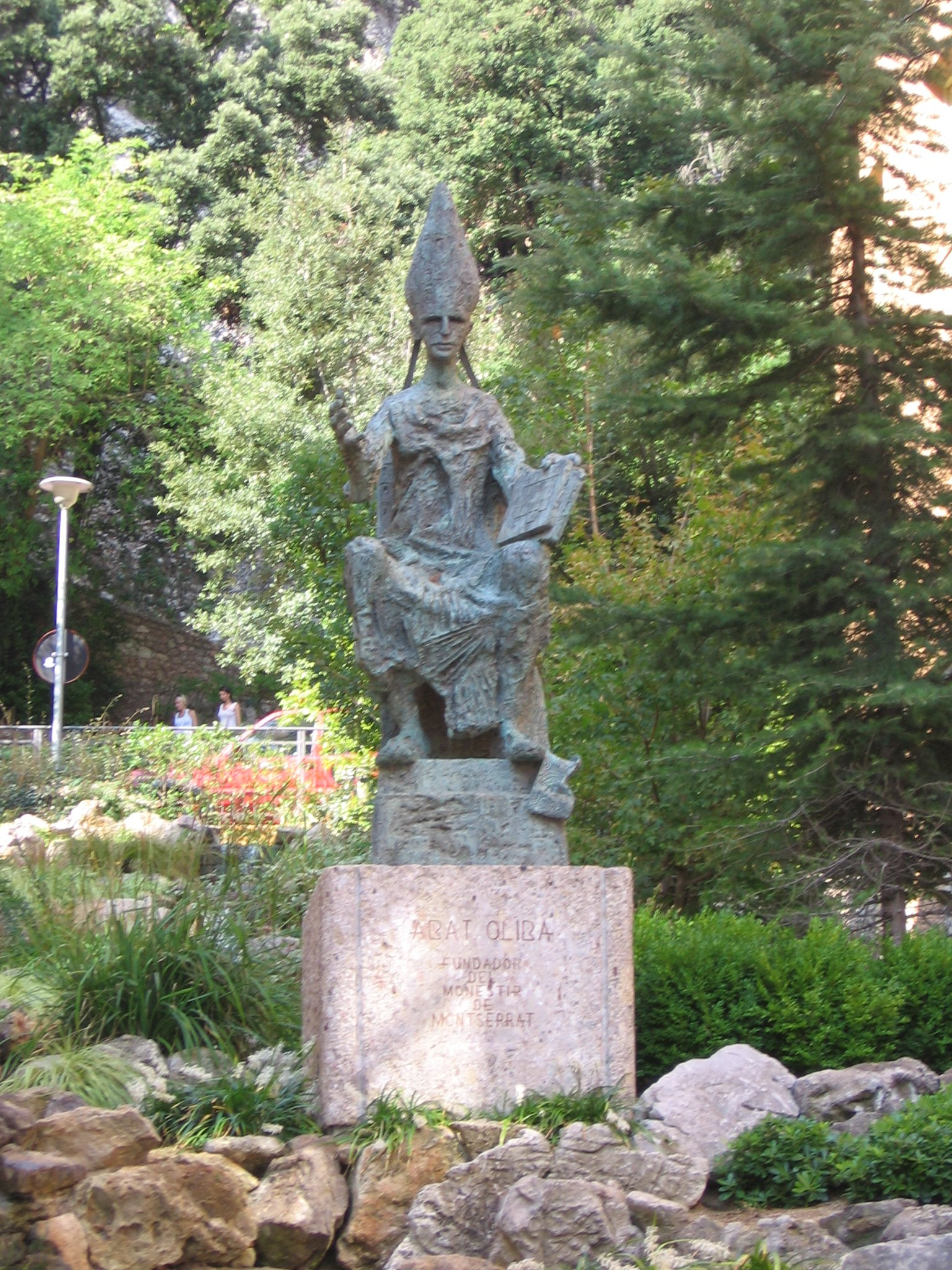
Abad Oliva, de Manuel Cusachs
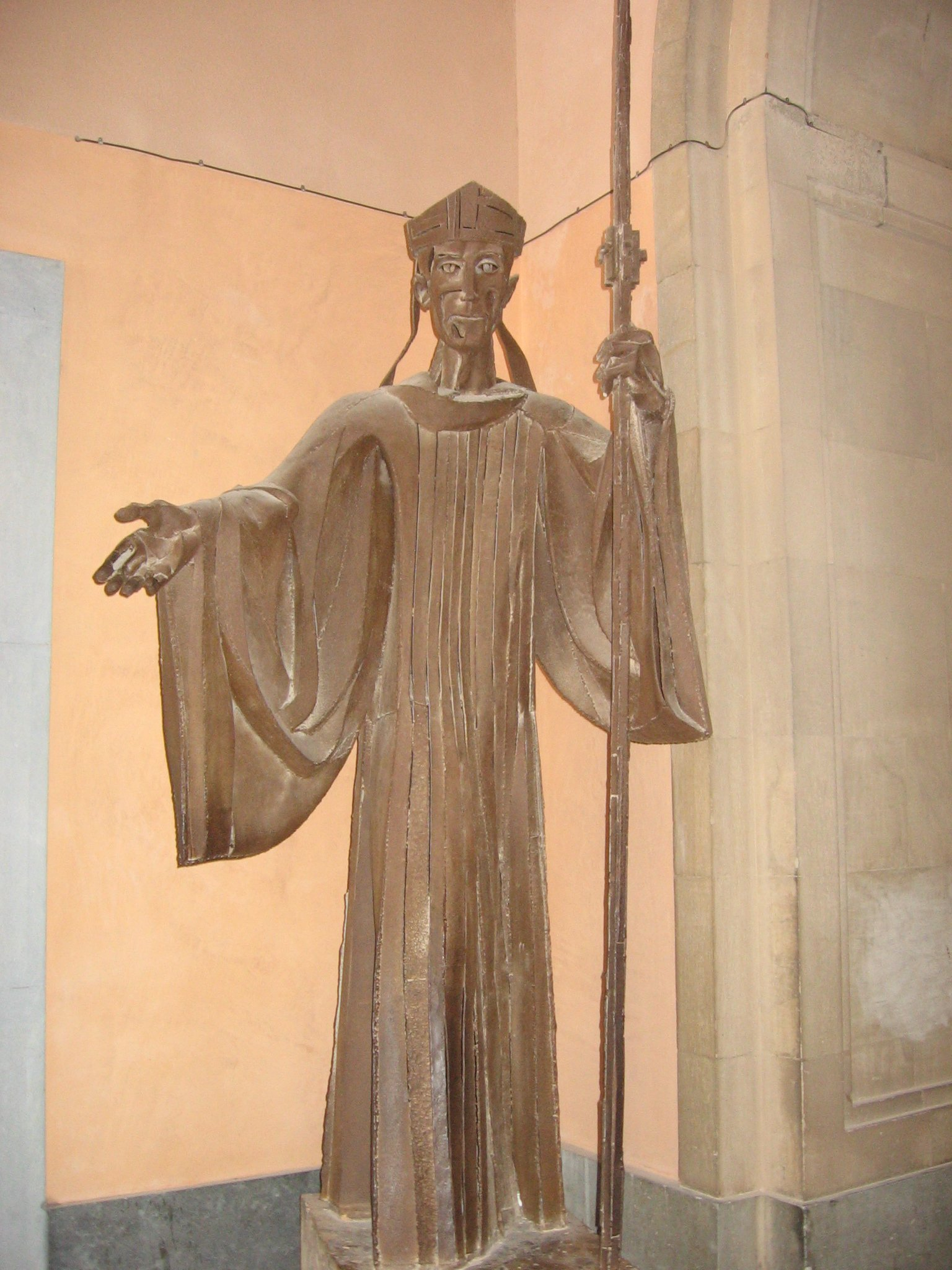
San Benito, de Domènec Fita
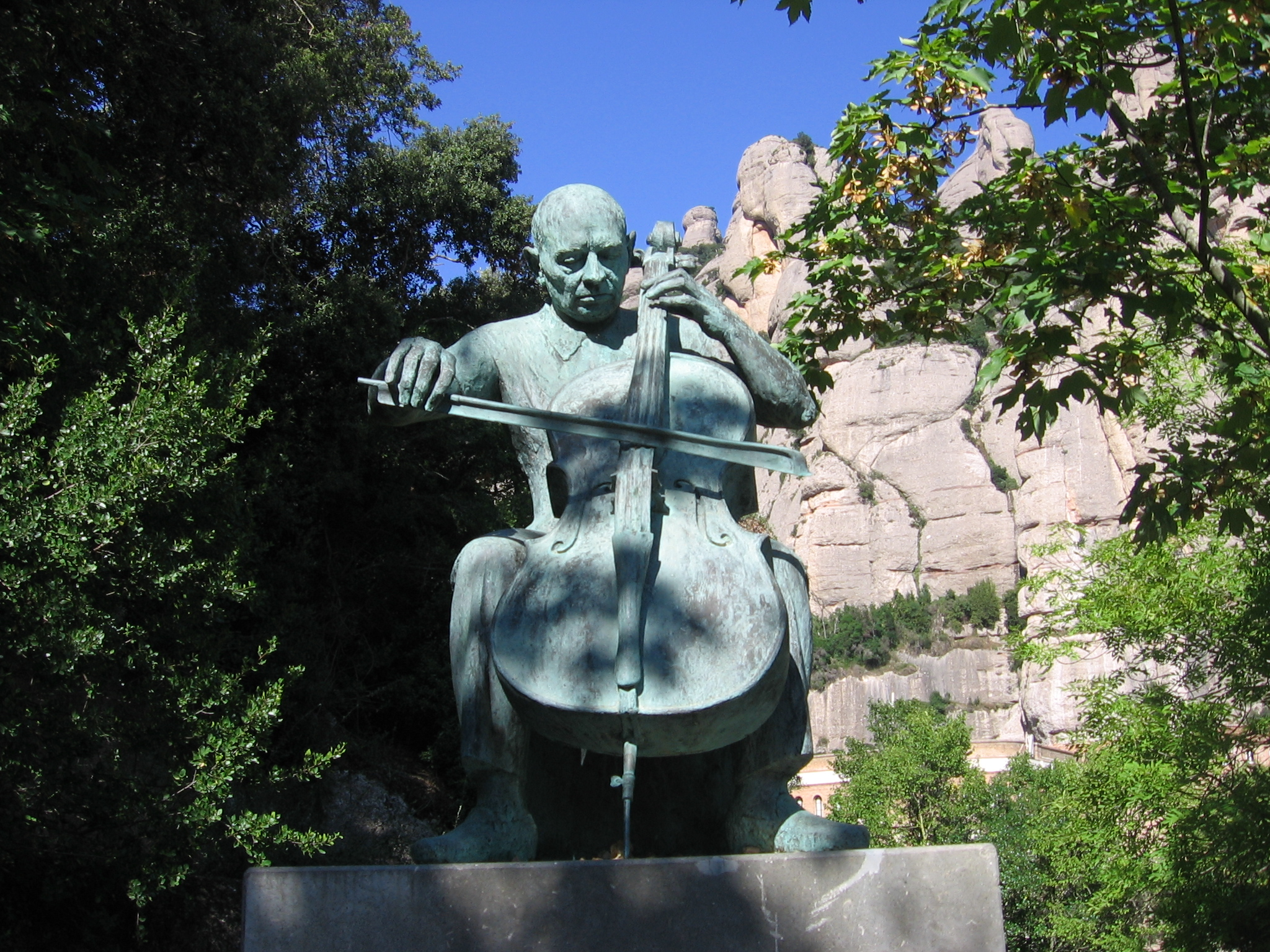
Pau Casals, de Joan Rebull
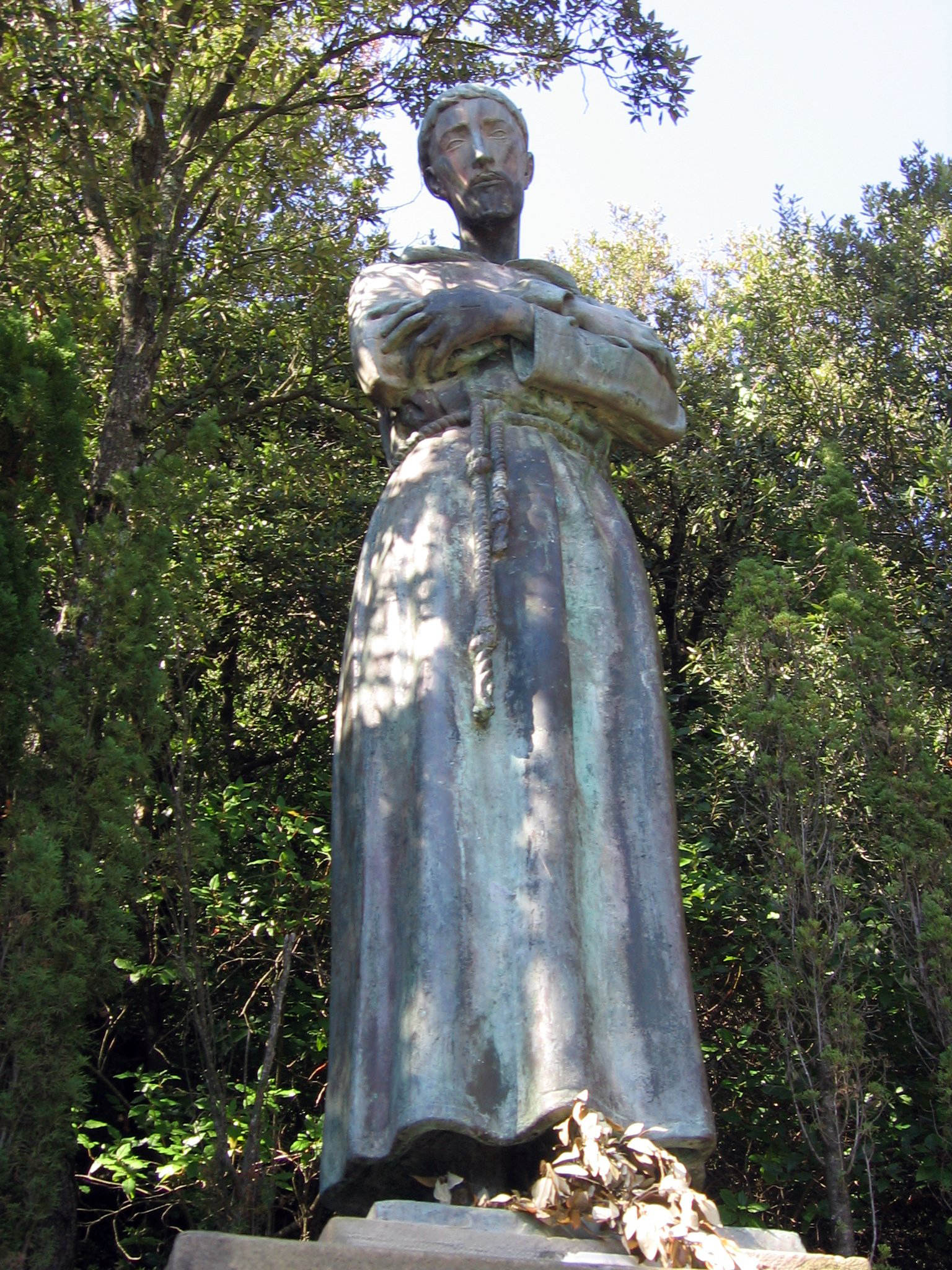
San Francisco de Asís, de Josep Viladomat

## La Virgen de Montserrat

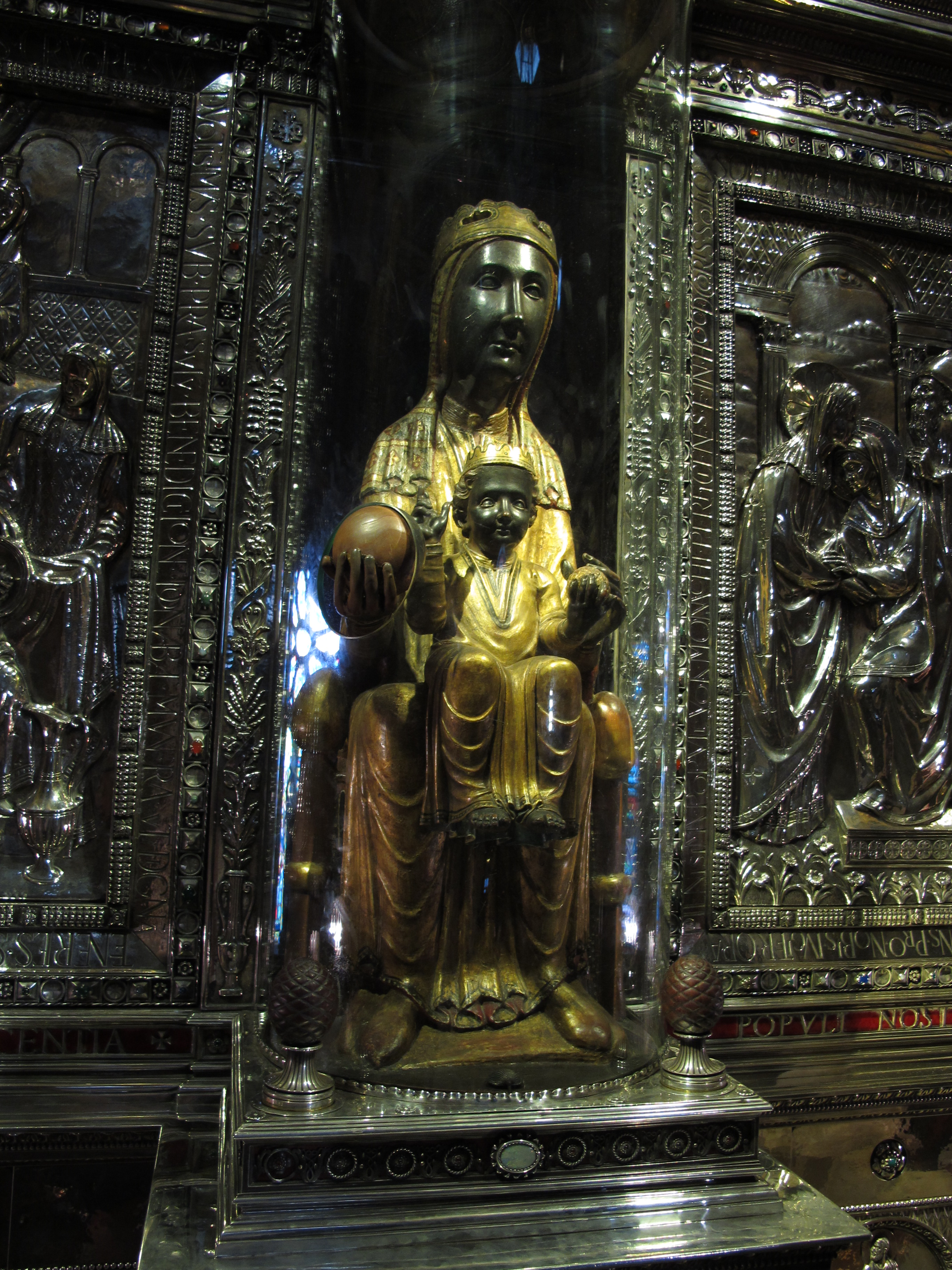
La Moreneta

Según la leyenda, la primera imagen de la Virgen de Montserrat la encontraron unos niños pastores en el 880. Tras ver una luz en la montaña, los niños encontraron la imagen de la Virgen en el interior de una cueva. Al enterarse de la noticia el obispo, intentó trasladar la imagen hasta la ciudad de Manresa pero el traslado fue imposible ya que la estatua pesaba demasiado. El obispo lo interpretó como el deseo de la Virgen de permanecer en el lugar en el que se la había encontrado y ordenó la construcción de la ermita de Santa María, origen del actual monasterio.
La imagen que en la actualidad se venera es una talla románica del siglo XII realizada en madera de álamo. Representa a la Virgen con el niño sentado en su regazo y mide unos 95 centímetros de altura. En su mano derecha sostiene una esfera que simboliza el universo; el niño tiene la mano derecha levantada en señal de bendición mientras que en la mano izquierda sostiene una piña.
Con excepción de la cara y de las manos de María y el niño, la imagen es dorada. La Virgen, sin embargo, es de color negro, lo que le ha dado el apelativo popular de La Moreneta ('la Morenita'). Aunque se ha afirmado en ocasiones que el origen de este ennegrecimiento está en el humo de las velas que durante siglos se han colocado a sus pies para venerarla, lo cierto es que en toda Europa se veneran vírgenes que no son blancas y de distintos orígenes raciales (por ejemplo, la Virgen de la Peña de Francia, en Salamanca o la Virgen de la Candelaria en Tenerife, y en México la Virgen de Guadalupe).
El 11 de septiembre de 1881, el papa León XIII declaró oficialmente a la Virgen de Montserrat como patrona de Cataluña. Se le concedió también el privilegio de tener misa y oficios propios. 
Su festividad se celebra el 27 de abril.